# 团状福禄草
团状福禄草（学名：Arenaria polytrichoides）为石竹科无心菜属的植物。分布在锡金以及中国大陆的四川、青海、西藏等地，生长于海拔3,500米至5,300米的地区，多生长在高山草甸、倒石堆以及碎石带，目前尚未由人工引种栽培。

## 别名
团状雪灵芝（中国高等植物图鉴补编） 金发藓状蚤缀（拉汉种子植物名称）